# 小行星6757
小行星6757（6757 Addibischoff）是一颗绕太阳运转的小行星，为主小行星带小行星。该小行星于1979年9月20日发现。

## 轨道参数
小行星6757的轨道半长轴为2.8970513 UA，离心率为0.089。